# 白垩鸟翼龙属
白垩鸟翼龙（学名：Cimoliornis）是翼龙目的一个属，属下包括单一物种长翅白垩鸟翼龙（Cimoliornis diomedeus），意即“长翅膀的白垩之鸟”。其所知于英国晚白垩世英格兰白垩岩组发现的部分掌骨。
白垩鸟翼龙遗骸的发现由理查德·欧文爵士于1840年首次公布。遗骸由断成三截的单个部分翅膀骨骼组成，后为第三代恩尼斯基林伯爵威廉·科尔所得。在与威廉·巴克兰共同研究过后，两人一致认为该骨骼属于某种类似信天翁的大型白垩纪鸟类。欧文赞成两人的观点，并指出其要么属于一种信天翁大小的鸟类（如果该骨骼是肱骨），要么属于某种更为巨大的鸟类（如果该骨骼是桡骨）。就后者的可能性而言，欧文写道，一只如此大小的鸟令人想起阿拉伯神话中的大鹏。
1842年，詹姆斯·斯科特·鲍尔班克重新检视了这些遗骸，并得出结论称根据骨骼显微结构，其实际上应属于某种翼龙，同时估计其翼展长约2.5—3（8英尺2英寸—9英尺10英寸）。按现代标准来看，这些遗骸过于零碎以致无法算出可信的翼展估计值，但在1857年发现更大的鸟掌翼龙物种之前，长翅白垩鸟翼龙无疑是已知最大的翼龙。